# Atractus occidentalis
Espèce
Atractus occidentalis est une espèce de serpents de la famille des Dipsadidae.

## Répartition
Cette espèce est endémique du Nord-Ouest de l'Équateur.

## Description
L'holotype de Atractus occidentalis mesure 321 mm dont 56 mm pour la queue.

## Étymologie
Son nom d'espèce, du latin occidentalis, « de l'ouest », lui a été donné en référence à sa découverte dans les Andes équatoriennes. En effet, elle apparait comme étant la forme la plus occidentale de l'espèce Atractus ecuadorensis à laquelle elle ressemble notamment au niveau de la coloration.

## Publication originale
- Savage, 1955 : Descriptions of new colubrid snakes, genus Atractus, from Ecuador. Proceedings of the Biological Society of Washington, vol. 68, p. 11-20 (texte intégral).